# The Scientists
The Scientists sind eine Musikgruppe im Genre Post-Punk aus Perth in Westaustralien. Sie wurde 1978 gegründet.

## Diskografie
Studio-Alben
- 1981: The Scientists („The Pink Album“) (EMI Custom Records / Easter)
- 1983: Blood Red River (Mini-LP, Au-Go-Go)
- 1984: This Heart Doesn't Run on Blood, This Heart Doesn't Run on Love (Mini-LP, Au-Go-Go, #10)
- 1985: Atom Bomb Baby (Mini-LP, Au-Go-Go, #24)
- 1985: You Get What You Deserve (Karbon, #9)
- 1986: Weird Love (Karbon, #24)
- 1987: The Human Jukebox (Karbon)
- 2021: Negativity (In the Red Recordings)

Live-Alben
- 1982: 1982
- 1985: Rubber Never Sleeps (Au-Go-Go)
- 2007: Sedition (ATP Recordings)
- 2010: Live at ATP-NY 2010 (Free Music Archive)
- 2019: Not for Sale: Live 1978/79 (Grown Up Wrong!)
- 2012: Rubber Never Sleeps (remastered, Bang! Records)

Kompilationen
- 1985: Heading for a Trauma (Au-Go-Go)
- 1991: Absolute (Red Eye)
- 2000: Blood Red River: 1982–1984 (Citadel)
- 2002: Human Jukebox: 1984–1986 (Citadel)
- 2004: Pissed on Another Planet (Citadel)
- 2008: Swampland (Bang! Records)
- 2010: This Is My Happy Hour (Birth of the Scientists) (Cherry Red Phonograph)
- 2016: A Place Called Bad (Numero Group)

EPs
- 1980: The Scientists E.P. (White Rider Records)
- 1985: Demolition Derby (Soundwork)
- 1989: A Pox on You (Munster Records)
- 2019: 9H₂O.SiO₂ (In the Red Recordings)

Singles
- 1979: Frantic Romantic / Shake (Together Tonight) (D.N.A. Records)
- 1982: This Is My Happy Hour / Swampland (Au Go Go)
- 1983: When World's Collide (Au Go Go)
- 1983: We Had Love / Clear Spot (Au Go Go)
- 1985: Atom Bomb Baby (Au Go Go)
- 1985: The Other Place (Au Go Go)
- 1985: You Only Live Twice (Karbon)
- 2018: Mini Mini Mini / Perpetual Motion (Bang! Records)
- 2018: Braindead (Resuscitated) / SurvivalsKills (In the Red Recordings)
- 2023: Moth Eaten Velvet (Tym Records)